# Mad About You (Sting)
Mad About You è il secondo singolo estratto dal terzo album solista di Sting, The Soul Cages  del 1991.

## Il brano
Il brano narra della vicenda di Uria, il marito di Betsabea: il re David innamoratosi di Betsabea mentre il marito era in guerra, la seduce e la mette incinta; per coprire il misfatto richiama Uria e gli concede alcuni giorni di riposo da passare con la moglie, ma il soldato non vuol dormire con la moglie, perché in tempo di guerra bisogna astenersi dai rapporti sessuali, il re allora decide di rimandarlo al fronte, con una lettera per i generali in cui si ordina di mettere Uria in prima fila nella battaglia, per farlo morire.
Si tratta della stessa vicenda narrata dalla canzone di Leonard Cohen, Hallelujah, vista però non dalla prospettiva romantica degli adulteri, bensì da quella tragica del legittimo marito, tradito dalla moglie, dal suo re e infine mandato a morire senza colpa.
Si tratta di una canzone d'amore mistica con vaghe melodie mediorientali, viene infatti nominata la città di Gerusalemme, quasi a simboleggiare il viaggio che questo amore senza confini permette di fare. Il pezzo è arricchito da diverse percussioni e dalle leggere incursioni di Branford Marsalis al sassofono.

### La cover di Zucchero Fornaciari
La canzone è stata riadattata in lingua italiana con il titolo di Muoio per te, eseguita da Sting su testi di Zucchero Fornaciari adattati dalla versione originale. Questa versione è stata inserita come traccia bonus nelle edizioni italiane dell'album The Soul Cages e della raccolta Fields of Gold: The Best of Sting 1984-1994. Appare inoltre in una nuova versione registrata da Sting in duetto con Zucchero nelle raccolte Overdose d'amore/The Ballads del 1999 e Zu & Co. del 2004. Sting ha eseguito il brano in italiano al Festival di Sanremo 2018, rendendo inoltre omaggio all'amico Zucchero nonché a Luciano Pavarotti.

## Tracce
CD
1. Mad About You (versione album) — 3:53
2. Mad About You (More Drums Mix) — 3:53

Digipack
1. Mad About You (Remix)
2. Tempted (cover degli Squeeze) (Live)
3. If You Love Somebody Set Them Free (Live)

Vinile
1. Mad About You (Remix)
2. Tempted (Live)

## Classifiche
| Classifica (1991) | Posizione massima |
| ----------------- | ----------------- |
| Canada            | 71                |
| Francia           | 43                |
| Germania          | 59                |
| Italia            | 13                |
| Paesi Bassi       | 44                |
| Regno Unito       | 56                |